# Obod (Konavle)
Obod falu Horvátországban, Dubrovnik-Neretva megyében. Közigazgatásilag Konavle községhez tartozik.

## Fekvése
A Dubrovnik városától légvonalban 13, közúton 17 km-re délkeletre, községközpontjától 1 km-re északkeletre, az Adria-parti főút mentén Plat és Cavtat között fekszik. 

## Története
A mai Obod helyén állt első települést valószínűleg a térség első ismert lakói az illírek alapították az i. e. 5. és 4. században, majd Epidaurosz görög kolónia volt a helyén. A rómaiak több győztes csata után végül i. e. 135-ben verték le az illírek egyik harcias törzse, az ardiaták voltak, majd a mai Donji Obod területén fekvő területen felépítették Epidaurum városát. A római légiók jelenléte hosszú időre megszüntette a háborúskodást ezen a területen. Utak épültek, melyeken a megtermelt mezőgazdasági termékeket és állatokat a kikötőkbe szállították elősegítve a kereskedelem fejlődését. Ebben az időszakban fejlődött a római utak találkozásánál fekvő Epidaurum fontos kereskedelmi köztponttá. A római jelenlétről a vízvezeték és az utak maradványin kívül villagazdaságok és kulturális emlékek, mint a močići Mithrász-oltár, sírok, számos töredék és egyéb régészeti lelet tanúskodik. A milánói ediktum után a kereszténység is gyorsan terjedt, majd a római hatalmat a népvándorlás vihara rengette meg. A Nyugatrómai Birodalom bukása után a keleti gótok özönlötték el a térséget, őket 537-től 1205-ig kisebb megszakításokkal a bizánciak követték. 
A 7. században avarok és a kíséretükben érkezett szlávok, a mai horvátok ősei árasztották el a területet. A váratkat lerombolták és az ellenálló lakosságot leöldösték. Így semmisült meg a mindaddig fennálló Epidaurum. A túlélő lakosság előbb az északnyugatra fekvő Župára, majd Raguzába menekült. A település a középkorban Travunja része volt, mely Dél-Dalmácián kívül magában foglalta a mai Hercegovina keleti részét és Montenegró kis részét is. Travunja sokáig a szerb, a zétai és bosnyák uralkodók függőségébe tartozó terület volt. Obod Szent  Petka tiszteletére szentelt temploma a 13. században már állt. A Raguzai Köztársaság az 1426. december 31-én kötött szerződéssel szerezte meg Obod területét addigi bosnyák uraitól a Pavlovićoktól. Az 1430 és 1432 között dúlt első konavlei háborúban a török támogatását élvező Radoslav Pavlović megpróbálta visszaszerezni az egyszer már eladott konavlei birtokait a köztársaságtól. A háború a végén a török támogatását is elveszítő Pavlović vereségével végződött és az azt követő béke megerősítette a Bosznia, Hum és a Raguzai Köztársaság közötti korábban kialakult állapotokat. A köztársaság uralma alatt Obod a szomszédos Cavtat mellett háttérbe szorult. 
A köztársaság bukása után 1806-ban Dalmáciával együtt ez a térség is a köztársaságot legyőző franciák uralma alá került, de Napóleon bukása után 1815-ben a berlini kongresszus Dalmáciával együtt a Habsburgoknak ítélte. 1857-ben 174, 1910-ben 175 lakosa volt. 1918-ban az új szerb-horvát-szlovén állam, majd később Jugoszlávia része lett. A délszláv háború idején 1991 októberében a jugoszláv hadsereg és a szerb szabadcsapatok foglalták el a települést, melyet kifosztottak és felégettek. A lakosság a közeli Dubrovnikba menekült és csak 1992 tavaszán térhetett vissza. A háború után rögtön megindult az újjáépítés. Lakói főként turizmussal, vendéglátással, kisebb mértékben halászattal foglalkoztak. 

## Népesség
| Lakosság változása | Lakosság változása | Lakosság változása | Lakosság változása | Lakosság változása | Lakosság változása | Lakosság változása | Lakosság változása | Lakosság változása | Lakosság változása | Lakosság változása | Lakosság változása | Lakosság változása | Lakosság változása | Lakosság változása | Lakosság változása |
| ------------------ | ------------------ | ------------------ | ------------------ | ------------------ | ------------------ | ------------------ | ------------------ | ------------------ | ------------------ | ------------------ | ------------------ | ------------------ | ------------------ | ------------------ | ------------------ |
| 1857               | 1869               | 1880               | 1890               | 1900               | 1910               | 1921               | 1931               | 1948               | 1953               | 1961               | 1971               | 1981               | 1991               | 2001               | 2011               |
| 174                | 182                | 168                | 170                | 193                | 175                | 178                | 182                | 147                | 152                | 187                | 248                | 0                  | 0                  | 0                  | 0                  |

(1981-től lakosságát Cavtathoz számítják.)

## Nevezetességei
- Epidaurum ókori város romjai Donji Obod területén. A maradványok közül kiemelkednek az ókori színház, a városfalak, az akvadukt, a nimfeum és egy nagyobb városi épület maradványai.

- Szent Anna tiszteletére szentelt temploma a 17. század végén épült a 13. századi Szent Petka templom alapjain barokk stílusban.

- A mali obodi Keresztelő Szent János templomot 1968-ban építették a Saulović család birtokán. Nyilvános imaházzá való felszentelése 1969. június 22-én történt.

- A gornji obodi Szent Illés templom a 15. században épült, ma csak maradványai láthatók. Mellette temető található régi sírkövekkel.